# قشلاق قوجابدیر
قشلاق قوجابدیر یک روستا در ایران است که در استان اردبیل واقع شده‌است.